# Acero al carbono

Zona hasta 6,67% de carbono del diagrama de equilibrio metaestable hierro-carbono.

El acero al carbono, también conocido como acero de construcción, constituye una proporción importante de los aceros producidos en las plantas siderúrgicas. De esta forma se los separa respecto a los aceros inoxidables, a los aceros para herramientas, a los aceros para usos eléctricos o a los aceros para electrodomésticos o partes no estructurales de vehículos de transporte. Cabe aclarar que en este concepto de acero de construcción se pueden englobar tanto los aceros para construcción civil como para construcción mecánica. Históricamente un 90% de la producción mundial corresponde a aceros al carbono y el 10% restante son aceros aleados. Sin embargo, la tendencia es hacia un crecimiento de la proporción de los aceros aleados en desmedro de los aceros al carbono. En esta tendencia tiene importancia la necesidad de aligerar pesos tanto para el caso de las estructuras (con el consiguiente ahorro en las cimentaciones) como los requerimientos de menor consumo por peso en los automóviles, unido en este caso a la necesidad de reforzar la seguridad ante impactos sin incrementar el peso de los vehículos.

## Composición química
La composición química de los aceros al carbono es compleja, además del hierro y el carbono que generalmente no supera el 1%, hay en la aleación otros elementos necesarios para su producción, tales como silicio y manganeso, y hay otros que se consideran impurezas por la dificultad de excluirlos totalmente –azufre, fósforo, oxígeno, hidrógeno. 
El aumento del contenido de carbono en el acero eleva su resistencia a la tracción, incrementa el índice de fragilidad en frío y hace que disminuya la tenacidad y la ductilidad.
Existen varios tipos de acero al carbono en función del % de carbono que poseen, a sus características mecánicas y a sus utilidades:
- Acero dulce: El porcentaje de carbono es de 0,267%, tiene una resistencia mecánica de 48-55 kg/mm² y una dureza de 135-160 HB. Se puede soldar con una técnica adecuada en Aplicaciones: Piezas de resistencia media de buena tenacidad, deformación en frío, embutición, plegado, herrajes, etc.

- Acero semidulce: El porcentaje de carbono es de 0,35%. Tiene una resistencia mecánica de 55-62 kg/mm² y una dureza de 150-170 HB. Se templa bien, alcanzando una resistencia de 80 kg/mm² y una dureza de 215-245 HB. Aplicaciones: Ejes, elementos de maquinaria, piezas resistentes y tenaces, pernos, tornillos, herrajes.

- Acero semiduro: El porcentaje de carbono es de 0,45%. Tiene una resistencia mecánica de 62-70 kg/mm² y una dureza de 180 HB. Se templa bien, alcanzando una resistencia de 90 kg/mm², aunque hay que tener en cuenta las deformaciones. Aplicaciones: Ejes y elementos de máquinas, piezas bastante resistentes, cilindros de motores de explosión, transmisiones, etc.

- Acero duro: El porcentaje de carbono es de 0,55%. Tiene una resistencia mecánica de 70-75 kg/mm², y una dureza de 200-220 HB. Templa bien en agua y en aceite, alcanzando una resistencia de 100 kg/mm² y una dureza de 275-300 HB. Aplicaciones: Ejes, transmisiones, tensores y piezas regularmente cargadas y de espesores no muy elevados.

## Aplicaciones

### Construcción civil
Una parte importante del acero producido se dirige a la construcción de estructuras. Dentro de este rubro pueden determinarse dos utilizaciones principales: hormigón armado y construcción en acero. La primera usa el hierro redondo como refuerzo del hormigón, trabajando el primero en general a tracción y el segundo a compresión. En el caso de la construcción en acero se usan elementos tales como perfiles unidos mediante conexiones empernadas o soldadas. Una utilización que está teniendo crecimiento importante es la construcción mixta que combina las estructuras de acero embebidas en hormigón armado o el hormigón armado dentro de un tubo estructural.

### Otras aplicaciones
Además de la construcción civil existen diversas aplicaciones del acero en la construcción mecánica tales como máquinas, partes móviles de automóviles o camiónes ( ejes, parantes). Otro uso importante son los cascos de los buques, los tubos de las bicicletas, los clavos, los alfileres, las cerraduras de las puertas, los asientos de las clases y muchos objetos más que utilizamos diariamente. En la mayoría de los casos se utiliza el acero tal como viene de las acerías, sin darle ningún tratamiento térmico especial.

## Tratamientos térmicos de los aceros al carbono
- Recocido: El objeto de este tratamiento es ablandar el acero, homogeneizar su estructura, composición química y aumentar su ductilidad. Se aplican varios tipos de recocido.

- Temple y revenido: Al dar a los aceros al carbono un temple y revenido se consiguen muy buenas características cuando el perfil es delgado. En un acero al carbono bien templado o revenido, el valor del límite elástico suele llegar a ser un 75% de la carga de rotura.

Cuando interesa fabricar piezas con resistencia de 89kg/mm² es, en general, muy poco ventajoso el tratamiento térmico (temple y revenido) por tratarse de aceros de bajo contenido de carbono (0,15 a 0,30%). Cuando quieren fabricarse piezas con esas resistencias conviene, en general, utilizar aceros en bruto de forja, laminados o normalizados. Sin embargo, en casos excepcionales, cuando se desea conseguir la mejor combinación de características (resistencia, alargamiento y alto límite elástico), se pueden templar y revenir los aceros de 0,15 a 0,30% de C, obteniéndose resistencias variables de 38 a 55 kg/mm², alargamientos y límites de elasticidad ligeramente superiores a los que corresponden al estado normalizado.
Cuando se trata de piezas de gran espesor el tratamiento es casi inútil, porque se presenta el problema de poca penetración de temple o templabilidad.
Los aceros al carbono templados y revenidos con porcentajes de carbono variables de 0,25 a 0,55%, se suelen emplear generalmente con resistencias comprendidas entre 55 y 90 kg/mm² y a veces, en casos excepcionales como en la fabricación de muelles, se usan hasta resistencias de 150 a 200 kg/mm².
El empleo de los aceros al carbono templados y revenidos para la fabricación de piezas con esas resistencias tiene varias ventajas. Una muy importante es que el límite de elasticidad es más elevado que en los aceros normalizados o recocidos, y otra que la combinación de características (resistencia y alargamiento) también se mejora.
En cambio, si esa resistencia se consigue templando y reviniendo la pieza después de mecanizada, el trabajo de torno o fresa se podrá hacer previamente en estado recocido mucho más fácil.
En el caso de que por mecanizado haya que quitar material, es preferible, como hemos dicho, mecanizar en estado de recocido y luego templar y revenir, dejando generalmente en el mecanizado un exceso de medidas para eliminar luego las deformaciones que se producen en el temple y revenido. Cuando la cantidad de material a eliminar por mecanizado es pequeña, puede convenir templar y revenir el material y luego mecanizar las piezas, pudiéndolas dejar así a las medias definidas.